# Neoguraleus benthicolus
Neoguraleus benthicolus är en snäckart som beskrevs av Powell 1942. Neoguraleus benthicolus ingår i släktet Neoguraleus och familjen kägelsnäckor. Inga underarter finns listade i Catalogue of Life.